# Keith Newton
Pour les articles homonymes, voir Keith Newton (prélat) et Newton.
Keith Robert Newton est un footballeur anglais né le 23 juin 1941 à Manchester, mort le 15 juin 1998 d'un cancer de la gorge.

## Carrière
- 1959-1969 : Blackburn Rovers  Angleterre
- 1969-1972 : Everton  Angleterre
- 1972-1978 : Burnley  Angleterre

## Palmarès
- 27 sélections et 0 but avec l'équipe d'Angleterre entre 1965 et 1970.